# حقل بلاعيم النفطي
حقل نفط بلاعيم هي حقل نفط في قلب سيناء ، بطاقة إنتاج 160 ألف برميل زيت خام. و25 مليون قدم مكعب غاز يوميا.

## الإنتاج البحري
الحفر هو بداية الإنتاج ويتبعه العديد من المراحل حتي يصل المنتج البترولي إلي صورته النهائية.. و داخل أحد ارصفة الإنتاج البحري والذي يقع جنوب حقل بلاعيم في مياه بعمق 18 مترا وعلي مسافة 9 كيلومترات من الشاطيء. وداخل هذا الرصيف البحري يتم استقبال الزيت المنتج من أرصفة الحفر.. بجانب 13 بئرا من خارج الرصيف بإجمالي إنتاج يومي 32 ألف برميل.. وكما يقول مدير عام حقول سيناء بشركة بترول بلاعيم انه تم تحقيق أعلي معدلات الأمان علي هذه المنصة البحرية بتزويدها بشبكة متكاملة للسيطرة علي الحريق وتزويد الرصيف بقوارب للنجاة في حالة إخلاء الرصيف بجانب وجود 'رماثات' نجاة في حالة وجود أي أعطال في انزال قوارب النجاة.. ومهمة الرصيف البحري هو تجميع الزيت الخام والغاز الطبيعي والمتكثفات من آبار الإنتاج علي المنصة البحيرة أو من الآبار المحيطة بها عن طريق شبكة مواسير كاملة تحت الأعماق وفصل الزيت الخام عن الغاز وإعادة ضخ الزيت في مواسير خاصة إلي محطات التخزين وكذلك إرسال الغاز الطبيعي في مواسير خاصة إلي محطات الغاز علي الشاطيء.
ويضيف مدير عام مساعد الإنتاج البحري بشركةبترويل ان رصيف الإنتاج يتم الحاقه بجهاز حفار خاص بصيانة الآبار لعمل الإصلاحات اللازمة للابار في وجود أي اعطال سواء في طلمبات الرفع أو في الكابلات الكهربائية الممتدة إلي هذه الطلمبات.. ويشير إلي ان نظام العمل في رصيف الإنتاج يتم علي ورديتين وتضم الوردية 7 من المهندسين والفنيين والعمال وتستمر 12 ساعة ويتم تغيير الوردية كل 7 أيام.

## محطات القوي
كل المشروعات تعتمد علي توافر الكهرباء والتي تصل إلي هذه المشروعات عن طريق محطة عملاقة داخل الموقع تضم 11 مولدا قويا يولد 60 ميجاوات يوميا من الكهرباء. ويقول مدير قطاع محطات القوي ان المحطة يتم تشغيلها عن طريق الغاز الطبيعي الذي يضخ اليها من محطة الغاز بجانب وجود ماكينات طواريء تعمل بالديزل لأن أي توقف في توليد الكهرباء سيتبعه توقف في جميع أعمال الإنتاج البترولي ولذلك تم اتخاذ جميع الاحتياطات حتي تستمر المحطة في توليد القوي علي مدار 24 ساعة يوميا.. ويتم باستمرار تحديث التوربينات وصيانتها. وداخل الموقع التقينا مع ممدوح الشاذلي مدير العلاقات العامه بشركة بترو بل والذي أكد أن الشركة توفر كافة مقومات الحياة للعاملين وتهييء لهم الجو المناسب الذي يساعدهم علي اتمام العمل.

## محطات التجميع
تتوقف مهمة رصيف الإنتاج عند ضخ الزيت الخام والغاز الطبيعي إلي محطات التجميع علي الشاطيء. وكما يقول مهندس عبد الكريم متولي مدير عام مساعد الإنتاج البري ان كل الإنتاج سواء من الحقول البرية أو البحرية يتم تجميعه في خزانات التجميع حيث تصل سعة خزانات معالجة الزيت البحري إلي 310 آلاف برميل يوميا وسعة خزانات الزيت البري إلي 010 ألف برميل يوميا وبعد وصول الزيت الخام تتم معالجته مرة أخري وذلك لفصل الزيت الخام عن الماء والأملاح وأية شوائب حتي يصل إلي المعدل العالمي من النقاء وبذلك يكون جاهزا للتصدير عن طريق ناقلات البترول.
أما إنتاج الغاز فيتم نقله عبر المواسير إلي محطة اسالة الغاز. وكما يقول مدير محطة إسالة الغاز بأن مهمة المحطة استقبال الغاز من الآبار سواء كانت برية أو بحرية ويتم تحويله إلي محطة الإسالة لإنتاج البوتاجاز والمتكثفات والوقود الغازي ويصل الإنتاج اليومي من البوتاجاز إلي 300 طن أي ما يعادل 30 ألف اسطوانة بوتاجاز يوميا.. بجانب إنتاج 1300 برميل متكثفات يوميا و25 مليون قدم مكعب من الغاز الوقودي.

## المنصات البحرية
قال مدير عام هندسة البترول بشركة بترول بلاعيم ان منطقة بترول بلاعيم من أهم مناطق إنتاج الزيت الخام والغاز الطبيعي والمتكثفات علي مستوي الإنتاج المصري حيث تضم 49 منصة بحرية وتصل أطوال خطوط الأنابيب بها إلي 680 كيلومترا والسعة التخزينية للصهاريج 3 ملايين برميل وسعة محطة المعالجة تصل إلي 420 ألف برميل.. وعدد الآبار المنتجة تصل إلي 300 بئر وأجهزة الحفر يصل عددها إلي 13 جهاز حفر وصيانه ابار برية وبحرية وكلها مؤجرة.. ويصل متوسط حفر الآبار السنوي إلي 30 بئرا.. وأضاف أن الإنتاج بدأ في هذه المنطقة عام 1953 ومنذ هذا التوقيت والإنتاج يتزايد حتي وصلنا إلي معدل الإنتاج اليومي الحالي.
معدل أعلي للاستكشاف
رئيس مجلس إدارة شركة بترول بلاعيم يؤكد ارتفاع معدل نجاح الاستكشافات حيث ارتفعت من 30 % إلي 09 % وذلك بسبب الدراسات والبحوث الجيولوجية الحديثة والمسح السيزمي ثلاثي الأبعاد.. وذلك زاد من العائد. وأضاف أن احتياطي منطقة بلاعيم زاد 10 مرات عن بدء الإنتاج في عام 1953 وهذا يبدد أي مقولة غير مدروسة عن انخفاض المخزون الطبيعي من البترول في مصر.. فكل يوم يمر يحمل معه فكرا جديدا في البحث والاستكشاف ويجعلنا نقترب من أماكن كان من المستحيل الوصول إليها بالإمكانيات العادية.. ولذلك فإن المستقبل يحمل الكثير من الازدهار للبترول والغاز الطبيعي المصري خاصة في ظل ارتفاع أسعار البترول العالمية.

## البترول
ويستخرج من بلاعيم بحري وبلاعيم بري وسدر وعسل ومطامر ويصل إجمالي الاحتياطي إلى 1162000 ألف طن متري .
تعتبر محافظة جنوب سيناء من أهم المواقع المنتجة للبترول «أبو رديس ورأس سدر بالإضتافة إلى مواقع بحرية بخليج السويس» حيث تنتج وحدها حوالي ثلث إنتاج مصر من البترول.
في مجال الصناعات الاستخراجية.

## وصلات خارجية
- موقع وزارة البترول والثروة المعدنية
- موقع الهيئة المصرية العامة للبترول